# Filippo de Angelis
Pour les articles homonymes, voir De Angelis.
Filippo De Angelis (né le 16 avril 1792 à Ascoli Piceno, dans les Marches - mort le 8 juillet 1877 à Fermo) était un cardinal italien du XIXe siècle.

## Biographie
Nommé évêque coadjuteur de Montefiascone, dans la province de Viterbe (Latium) à 34 ans, le 6 juillet 1826, Filippo De Angelis a été consacré le 23 juillet suivant par le cardinal Pierfrancesco Galleffi.
Il a ensuite été successivement nommé nonce apostolique en Suisse le 23 avril 1830, nonce apostolique au Portugal (en) le 13 novembre 1832, archevêque de Montefiascone le 15 février 1838 et archevêque de Fermo le 27 janvier 1842.
Il a été créé cardinal in pectore le 13 septembre 1838 par le pape Grégoire XVI avant d'être officiellement annoncé lors du consistoire du 8 juillet 1839, avec le titre de cardinal-prêtre de San Bernardo alle Terme.
Il a reçu le titre de cardinal-prêtre de S. Lorenzo in Lucina le 20 septembre 1867 lorsqu'il devient camerlingue de la Sainte Église romaine. En 1869, il est président délégué du premier concile du Vatican.
Il est mort à Fermo, dans les Marches le 8 juillet 1877 à l'âge de 85 ans.

## Succession apostolique
Filippo de Angelis a ordonné les évêques suivants :
- Évêque Moritz Fabian Roten (de) (1830)
- Évêque Johann Georg Bossi (de) (1835)
- Évêque Domenico Angelini (de) (1839)
- Archevêque Marino Marini (it) (1857)
- Évêque Francesco Grassi Fonseca (1873)
- Cardinal Amilcare Malagola (1876)
- Évêque Odoardo Agnelli (it) (1876)